# British Society of Cinematographers
La British Society of Cinematographers, comunemente abbreviata come BSC, è un'associazione professionale e cinematografica britannica fondata nel 1949 da Bert Easey (1901-1973). I suoi membri sono rappresentati da direttori della fotografia e tecnici di effetti speciali attivi nell'industria del cinema.
I membri dell'associazione erano originariamente 55, mentre, al 2015, sono oltre 200.